# Фромхольд Фюнфгаузен
Фромхольд Фюнфгаузен — (нем.  Fromhold von Vifhusen; скончался 28 декабря 1369 года в Риме) — немецкий церковный деятель; рижский архиепископ в период с 1348 по 1369 год, преемник Энгельберта Долена на этой должности.

## Происхождение; брат Иоганн; жалобы на деятельность ордена
Фромхольд происходил из знатной семьи, которая принадлежала к высшим слоям общества в Любеке и пользовалась большим авторитетом среди ратманов и торговцев этого города. Члены этой семьи поселились в Ливонии после её захвата войсками немецких крестоносцев и установления там господства католической феодальной верхушки. Брат Фромхольда Иоганн был епископом Дерпта. В 1342 году Фромхольд становится членом капитула рижского Домского собора, а затем был произведён в приоры (фактически — в настоятели). После смерти рижского архиепископа Энгельберта Долена, входившего в состав папской курии в Авиньоне, папа Климент VI назначил его преемником и передал ему рижскую архиепархию 17 марта 1348 года. В этот сан Фромходьд был рукоположен епископом Палестрины Пьером IV Депре. Последние 25 лет все рижские архиепископы предпочитали оставаться в Авиньоне в связи с продолжительным военным конфликтом и борьбой за гегемонию в Терра Мариана, которую руководители архиепархии вели с рыцарями Ливонского ордена с переменным успехом. Паузы в конфликте достигались благодаря вмешательству папы по просьбе одной из сторон, но через некоторое время противостояние возобновлялось. Из-за агрессии ордена против архиепископской власти и грубого применения силы со стороны рыцарей Фромхольд также оставался в Авиньоне в 1349 году. Он назначил себе двух местных заместителей (экономов), но фактически всеми делами в Земле Святой Марии заправлял его брат Иоганн. Ливонский орден (в лице магистра Госвина фон Херике) подавал папе прошения, в которых ходатайствовал об урегулировании конфликта с архиепископом. Фактически он был верховным правителем, узурпировавшим власть в результате долгого противостояния с остальными претендентами. В итоге прошение было подано даже королю Священной Римской империи Карлу IV. На стороне архиепископа Фромхольда выступил шведский король Магнус Эрикссон, взявший архиепархию под своё покровительство, поддержав равновесие сил. В то же время это был более демонстративный жест, который не повлиял на статус Фромхольда и улучшение его положения в ливонской иерархии. Хотя гражданская война в Ливонии завершилась ещё в 1330 году взятием осаждённой Риги войсками фон Монгейма, тлеющий конфликт продолжался ещё очень долго.

## Поддержка со стороны великого магистра; возвращение в папскую курию
Заручившись поддержкой и сопроводительным письмом от 21-го Великого магистра Тевтонского ордена Генриха фон Дуземера (это письмо могло гарантировать ему неприкосновенность), новый архиепископ отправился в свою архиепархию через германские владения, в частности, ему пришлось проехать через Данциг. В Ригу же он прибывает в январе 1350 года. Для того, чтобы привлечь на свою сторону капитул Домского собора, относившийся к нему с недоверием как к ставленнику понтифика, Фромхольд отдал членам капитула все те владения, которые ранее были конфискованы Ливонским орденом и его рыцарями в ходе продолжительной гражданской междоусобицы. Однако в связи с тем, что он не мог удовлетворить все свои претензии к Ливонскому ордену (который просто не отдавал имения) и лично к Госвину фон Херике, обладавшему большей силой, он вынужден был через некоторое время покинуть свою архиепархию и вернуться к папскому двору.

## Вмешательство папы; реальное положение дел
Вскоре новый папа Иннокентий VI дал приказ епископам Вестероса, Линчёпинга и Осло принять под свою покровительство рижскую архиепархию, так как Фромхольд всё ещё находился за её пределами. Папа попытался решить спор между архиепископом и орденом, касавшийся верховной властью над Ригой. Но эти церковные иерархи не добились успеха, предъявляя территориальные и финансовые претензии руководству Братства Христова в Ливонии. 12 августа 1353 года папа издал буллу, в которой признал права Фромхольда на Ригу. В 1354 году епископ Вестероса Магнус Эскилли применил церковные санкции против ордена. В целях посредничества папа Иннокентий обратился за помощью к епископу Любека Бертрану Кремону. Экономическая роль Любека в Балтийском региона была очень значима, к тому же Фромхольд в это время пребывал в Любеке в гостях у Бертрана Кремона, который должен был разрешить спор между ним и орденским верховным духовенством, представленным великим магистром Тевтонского ордена Винрихом фон Книпроде и магистром Ливонского ордена Госвином фон Херике. Тем не менее конфликт угрожал принять затяжной характер, поэтому в 1355 году, сразу же после коронации правитель Священной Римской империи Карл IV официально подтвердил все прежние привилегии рижского архиепископа. 19 августа 1356 года шведский король Альбрехт Мекленбургский и император Карл подтвердили все привилегии, ранее дарованные архиепископу предыдущими правителями Германии. Но решение Карла IV, которое также было подтверждено верховной католической властью по итогам заседания папской курии в Авионьне в 1359 году, не могло быть исполнено, поскольку не соответствовало реальному распределению экономической и политической власти в Ливонии. Ко второй половине XIV века орден захватил обширные территории, де-факто существенно ограничив политическую власть архиепископа, постепенно с помощью военной силы лишив его владений, права на которые он и его вассалы документально сохраняли с XIII столетия после успешного завершения Ливонского крестового похода против языческих племён балтов, ливов и эстов и православных латгалов. Таким образом, к решению папской курии орден не прислушался, фактически имея военный перевес и добившись гегемонии в регионе.

## Возражения со стороны рижского рата
Также когда папский посланник освободил Ригу от присяги, данной городом Ливонскому ордену, рижский рат поспешил опротестовать это решение, поскольку к этому моменту состоял в тесных экономических связях с орденом и освобождение от присяги значило бы ослабление могущества ратманов и финансовые потери правителей Риги. Тем не менее, отлучение от церкви, оформленное в виде интердикта, действовало по отношению к Ливонскому ордену ещё 30 лет с короткими перерывами, но на практике не причинило вреда этой организации.

## Новое решение папы; протесты магистрата
Борьба продолжалась: 16 марта 1360 года Иннокентий VI подтвердил своё решение о том, что в Риге архиепископу принадлежит и духовная, и светская власть. Ордену необходимо было вернуть архиепископу все отнятые у него территории и владения и передать ему верховную власть в Риге. 17 августа папское решение было публично зачитано братом Фромхольда Иоганном. Однако рижский бургомистр Мейя уже на следующий день воспрепятствовал этому решению, заявив, что арбитражное решение было принято без ведома рата и при его исполнении пострадают старые привилегии рижского городского совета, так что оно так и не вступило в силу. После этого новый папский посланник Симон Судбури должен был, прибыв в Ливонию, разобраться в ситуации. 26 февраля 1361 году, не желая возобновления спора, он оставил прежний приговор в силе. Однако его не спешили исполнять. Единственный, кто оставался недовольным таким положением дел, был архиепископ Фромхольд, права которого были ущемлены. Изменить сложившуюся ситуацию он уже не мог.

## Окончательный суд; неизменность ситуации
В 1365 году архиепископ Фромхольд обратился к великому магистру Винриху фон Книпроде с просьбой о поддержке. После этого император Карл IV назначил Риге венценосных покровителей. Ими стали король Дании Вальдемар IV Аттердаг, король Швеции Альбрехт Мекленбургский, король Норвегии Хокон VI Магнуссон и король Польши Казимир III Великий. В 1366 году папа Урбан V смог уговорить великого магистра провести общее собрание с участием представителей всех сторон в орденском замке в Данциге. На нём присутствовали Фромхольд со своим капитулом, его брат, дерптский епископ Иоганн (тоже со своим капитулом), эзельский епископ, епископ Любека, заинтересованные представители рижского магистрата, а также другие верные вассалы рижского архиепископа и дерптского епископа. Компромиссное соглашение, предложенное великим магистром, предусматривало, что ландесмейстер Тевтонского ордена в Ливонии откажется от своего верховенства в Риге, но архиепископ также откажется от своего юридического превосходства над Ливонским орденом. Фактически все стороны остались не удовлетворены таким решением; в частности, Фромхольд Фюнфгаузен не стал ему подчиняться, так как ожидал более перспективного результата от встречи в Данциге и не хотел даже де-юре признавать своё поражение. Предположительно в знак протеста против такого вердикта Фромхольд вернулся в папскую курию, навсегда оставив Ливонию. На короткое время папская курия переместилась в Рим. В Ливонии орден снова отстоял своё влияние в борьбе с соперниками. В Риме Фромхольд скончался 29 декабря 1369 года. Похоронен он был в церкви Святой Марии Тростаере. Баланс сил в Ливонии остался неизменным.